# Petra Gerlach
Petra Gerlach (* 1972 in Delmenhorst) ist eine deutsche Politikerin (CDU). Seit 2021 ist sie Oberbürgermeisterin der Stadt Delmenhorst und damit die erste Frau, die das Amt bekleidet.

## Leben
Petra Gerlach wurde 1972 in Delmenhorst geboren, wo sie auch ihre Kindheit und Jugend verbrachte. Nach dem Abitur 1991 begann sie ein duales Studium in der Verwaltung im Landkreis Oldenburg, das sie als Diplom-Verwaltungswirtin beendete. 1994 wechselte sie nach Delmenhorst, wo sie bis 1997 im Amt für soziale Dienste tätig war. Von 2007 bis 2018 war sie erneut bei der Stadt beschäftigt. Zunächst als Referentin. 2012 übernahm sie den Fachdienst Soziale Leistungen. Zwei Jahre später stieg sie zur Fachbereichsleiterin auf. Von 2017 bis 2018 war sie als Leiterin des Fachbereichs Interne Verwaltungsdienste und Kämmerin im Verwaltungsvorstand. Parallel machte sie zwei weitere Studienabschlüsse. 2018 wechselte sie nach Cloppenburg, nachdem der Rat sie im September in die dreiköpfige Verwaltungsspitze der Kreisstadt gewählt hatte. 2021 trat sie bei der Kommunalwahl in Delmenhorst als Kandidatin der CDU und der Grünen zur Wahl des Oberbürgermeisters an. Im ersten Wahlgang erhielt sie 44,6 Prozent der abgegebenen Stimmen. In der Stichwahl setzte Gerlach sich mit 67,9 Prozent der abgegebenen Stimmen gegen Funda Gür (SPD) durch. Gerlach ist verheiratet.